# Аврора (метелик)
Аврора (Anthocharis) — голарктичний рід триби метеликів Anthocharini родини Pieridae. Зазвичай це малі метелики білого відтінку, які мають різнокольорові плями на кінчиках передніх крил. Кольори кінчика зазвичай червоно-помаранчевого відтінку. Личинки цих метеликів часто споживають хрестоцвіті рослини, що містять хімічні речовини, які називаються глюкозинолатами. У всіх видів у самців принаймні верхівкова частина переднього крила оранжево-червона або жовта. Лише один вид мешкає також у північних районах Палеарктики, всі інші зустрічаються на півдні Палеарктики, також деякі види зустрічаються в Північній Америці, але жоден вид не поширюється в тропіки. Вид Anthocharis має лише один виводок. Метелики з'являються навесні.

## Види
До видів і підвидів, що належать до роду Anthocharis, відносяться:
- Anthocharis bambusarum (Oberthür)
- Anthocharis belia (Linnaeus, 1767)
- Anthocharis bieti (Oberthür, 1884)
- Anthocharis cardamines (Linnaeus, 1758)
- Anthocharis carolinae Back, 2006
- Anthocharis cethura (C. & R. Felder, 1865)
- Anthocharis damone (Boisduval, 1836)
- Anthocharis euphenoides (Staudinger, 1869)
- Anthocharis gruneri (Herrich-Schäffer, 1851)
- Anthocharis julia (Edwards, 1872)
- Anthocharis lanceolata (Lucas, 1852)
- Anthocharis limonea (Butler, 1871)
- Anthocharis midea (Hübner, 1809)
- Anthocharis monastiriensis Soures, 1998
- Anthocharis sara (Lucas, 1852)
- Anthocharis scolymus (Butler, 1866)
- Anthocharis stella (Edwards, 1879)
- Anthocharis taipaichana (Verity, 1911)
- Anthocharis thibetana (Oberthür, 1886)